# SMS Großer Kurfürst (1913)
El SMS Großer Kurfürst fue un acorazado de la clase König de la Kaiserliche Marine (armada del Imperio alemán) durante la Primera Guerra Mundial. Fue el segundo buque que recibía su nombre en honor a Federico Guillermo I de Brandeburgo, conocido como el Gran Elector (Großer Kurfürst en alemán).

## Construcción

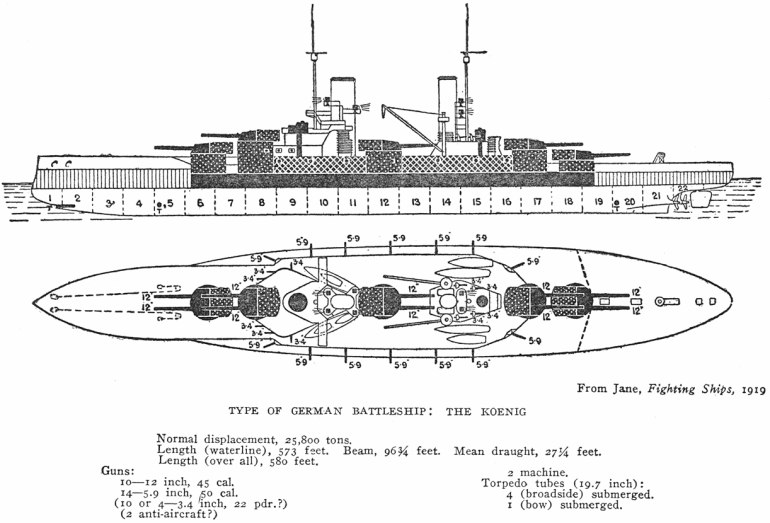
Diagrama de la clase König.

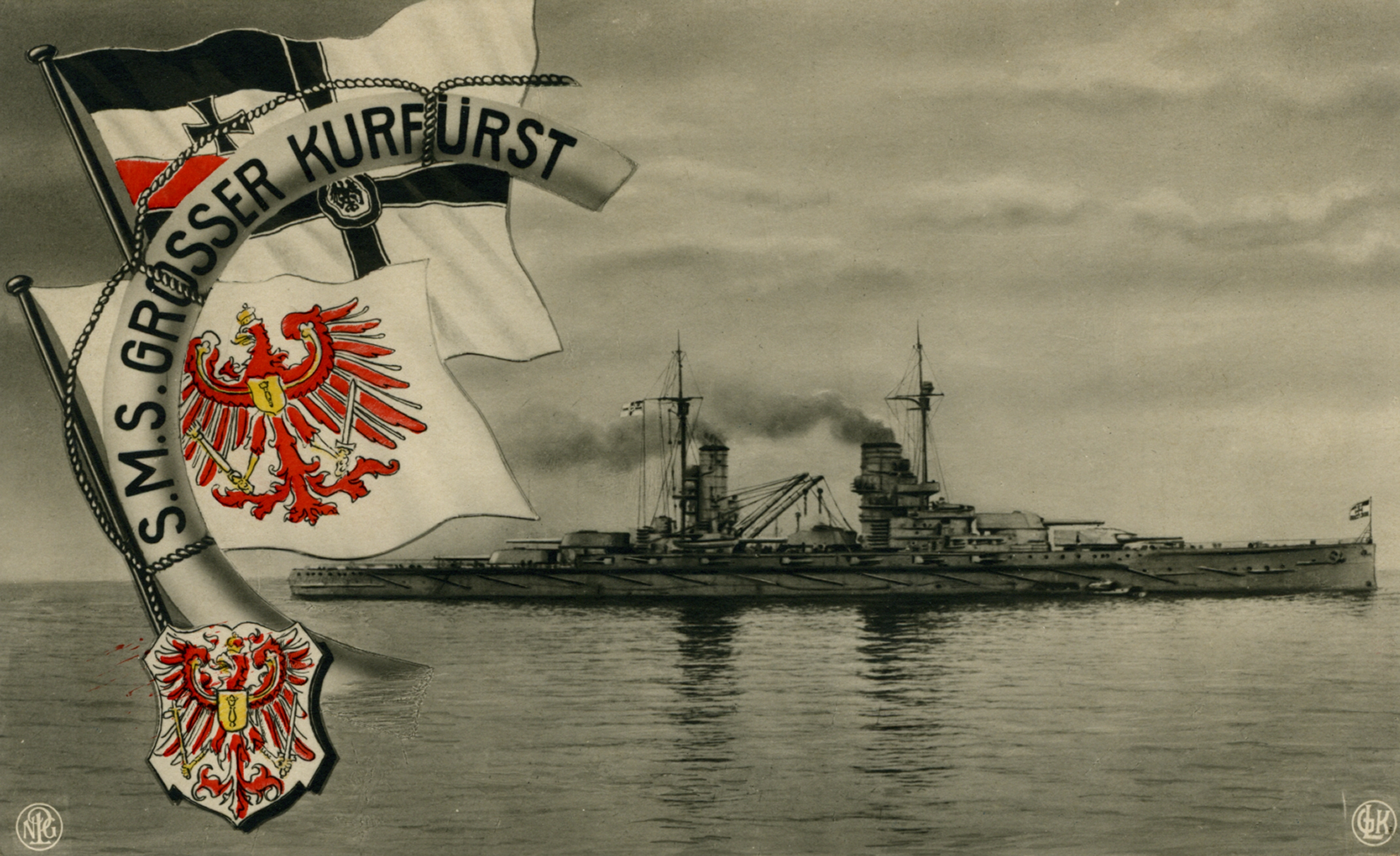
Postal alemana en la que aparece el SMS Großer Kurfürst.

El SMS Großer Kurfürst fue construido en los astilleros AG Vulcan de Stettin. Su quilla fue puesta en grada en octubre de 1911 y fue botado el 5 de mayo de 1913. Realizó sus pruebas de mar en julio de 1914 y fue dado de alta el 30 de julio de 1914. Fue el segundo de los cuatro buques de su clase. Su construcción supuso para el Imperio Alemán un coste de 45 millones de marcos alemanes oro. 
El Großer Kurfürst desplazaba 28 600 t apc (a plena carga) con una eslora de 175,40 m, una manga de 29,50 m y un calado de 9,1 m. Los buques de la clase König mostraban varias mejoras, especialmente en el sistema motor. Por primera vez se utilizó un sistema mixto de tres calderas de fueloleo y doce calderas de carbón. Los planes para estos buques fueron incluso más ambiciosos: el eje del centro fue planeado para ser impulsado por un motor diésel de 12 000 cv, dando a los buques una velocidad de 12 kn con sólo el motor diésel. Pero no fue posible construir esos poderosos motores diésel en aquel tiempo, ya que el diésel más potente en aquel entonces tenía solo 2000 cv, por lo cual el eje del centro fue impulsado también por turbinas de vapor.
Su movimiento dependía de tres turbinas AEG-Vulcan que desarrollaban 45 100 CV, que eran capaces de dar una velocidad máxima de 21,2 nudos.
Estaba armado con 10 cañones de 305 mm (12 pulgadas) dispuestos en torretas dobles, dos superpuestas a proa y otras tantas a popa, y una a mitad del buque entre las dos chimeneas. Al igual que la anterior clase Kaiser, el Großer Kurfürst y sus gemelos podían disparar toda su artillería principal a ambas bandas. Su armamento secundario consistía en 14 cañones de 150 mm (5,9 pulgadas), 6 cañones de 88 mm y 5 tubos lanzatorpedos sumergidos de 500 mm, uno al frente y dos a cada banda. Su tripulación estaba compuesta por 41 oficiales y 1095 tripulantes.
Su blindaje consistía en un cinturón blindado de 350 mm, 300 mm en las torretas y puente de mando y de una cubierta de 30 mm.

## Servicio

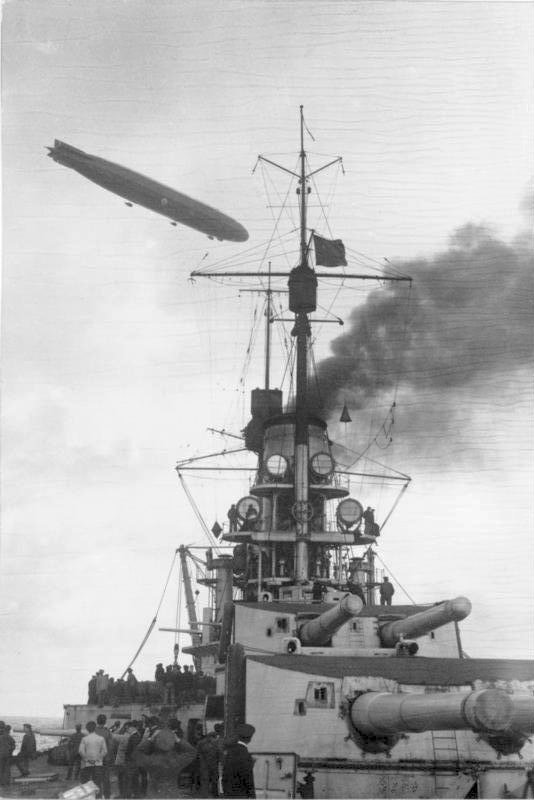
El SMS Großer Kurfürst durante la Operación Albión sobrevolado por un Zeppelin.

Los primeros años de la Primera Guerra Mundial realizó operaciones y ejercicios en el Báltico y en el mar del Norte. El 25 de abril de 1916, junto a los otros acorazados de su clase proporcionó fuego de cobertura bombardeando Lowestoft y Yarmouth, y realizó operaciones de minado de la costa británica. 
Durante la Batalla de Jutlandia entre el 31 de mayo y el 1 de junio de 1916, fue alcanzado por ocho impactos, incluidos cinco de grueso calibre, que causaron 15 muertos y 10 heridos. Tras seis semanas de reparaciones en los astilleros AG Vulcan de Hamburgo, volvió al servicio el 17 de julio de 1916.
El 5 de noviembre de 1916 fue torpedeado por el submarino británico HMS J1 en agues danesas, tras lo cual necesitó tres meses de reparaciones. El 5 de marzo del mismo año colisionó con su gemelo, el SMS Kronprinz Wilhelm, y dañó su casco, tras lo cual precisó otras dos semanas de reparaciones.
En octubre de 1917 participó en la Operación Albión, una operación naval cerca de las islas del Osel y Dagö (actuales Saaremaa y Hiiumaa), donde chocó con una mina rusa. De nuevo tuvo que ser reparado, permaneciendo seis semanas en el dique seco. El 25 de abril de 1918, de regreso al Mar del Norte, encalló en Wilhelmshaven. En esta ocasión, requirió una semana de reparaciones. Un mes después, el 30 de mayo de 1918, volvió a encallar, esta vez cerca de Heligoland, dañando una de sus hélices. Volvió al servicio activo a mediados de agosto, aunque no participó en ninguna acción.
El Großer Kurfürst fue internado en Scapa Flow el 26 de noviembre de 1918 y tomó parte en el autohundimiento de la Flota Alemana de Alta Mar el 21 de junio de 1919. Fue reflotado en abril de 1933 y desguazado en Rosyth, Escocia. Parte del buque (el mástil) permanece aún a 33 m de profundidad en Scapa Flow.

### Buques de la clase
• SMS König
• SMS Markgraf
• SMS Kronprinz Wilhelm